# Тейлър Дент
Тейлър Филип Дент (на английски: Taylor Phillip Dent) е американски тенисист. 

## Биография
Тейлър Филип Дент е роден на 24 април 1981 г. в Келър, Тексас. Той е син на Фил Дент, бивш играч от ATP и финалист от Откритото първенство на Австралия през 1974 г. Майка му Бети Ан Гръб Стюарт, достига финал на двойки на Откритото първенство на САЩ през 1977 г. с Рене Ричардс. Гръб е бивша топ 10 тенисистка на сингъл в Съединените щати. Полубратът на Дент, Брет Хансен-Дент, играе в ATP веригата за кратко, играе и за тенис отбора на Университета на Южна Калифорния.
Неговият кръстник е бившия топ 10 играч Джон Александър от Австралия, той партнира на Фил Дент на двойки, двамата печелят титлата на двойки на Откритото първенство на Австралия през 1975 г.

## Кариера
Тейлър Дент достига най-високо класиране на сингъл в света, до номер 21, печели 4 титли на сингъл.
Дент играе  на Летните олимпийски игри през 2004 г., достига до полуфинал, където губи от бъдещия златен медалист Николас Масу от Чили. Той губи и мача за бронзов медал с 16-14 гейма в третия сет срещу Фернандо Гонсалес от Чили.
През 2006 г. Дент в двойка с Лиза Реймънд, печели Хопман Къп, като побеждават отбора на Нидерландия с два на един сета на финала.
На 8 ноември 2010 г. обявява, че се оттегля от професионалния тенис.

## Кариерна статистика

### ATP финали (4 титли; 7 финала)
|        | П–З | Година | Турнир                   | Клас         | Настилка   | Опонент            | Резултат                  |
| ------ | --- | ------ | ------------------------ | ------------ | ---------- | ------------------ | ------------------------- |
| Победа | 1–0 | 2002   | Зала на славата Оупън    | Международни | Трева      | Джеймс Блейк       | 6–1, 4–6, 6–4             |
| Победа | 2–0 | 2003   | Ю Ес Индор               | Межд. Голд   | Твърда (з) | Анди Родик         | 6–1, 6–4                  |
| Победа | 3–0 | 2003   | Тайланд Оупън            | Международни | Твърда (з) | Хуан Карлос Фереро | 6–3, 7–6(7–5)             |
| Победа | 4–0 | 2003   | Купа на Кремъл           | Международни | Килим (з)  | Саргис Саркисян    | 7–6(7–5), 6–4             |
| Загуба | 4–1 | 2004   | Япония Оупън             | Шампионски   | Твърда     | Иржи Новак         | 7–5, 1–6, 3–6             |
| Загуба | 4–2 | 2005   | Аделаида Интернешънъл    | Международми | Твърда     | Йоахим Йохансон    | 5–7, 3–6                  |
| Загуба | 4–3 | 2005   | Индианаполис Чемпиъншипс | Международни | Твърда     | Роби Джинепри      | 6–4, 3–6, 0–3, отказва се |